# جيف كارتر
جيف كارتر (بالإنجليزية: Geoff Carter)‏ (14 فبراير 1943 في المملكة المتحدة - ) هو لاعب كرة قدم بريطاني في مركز جناح ‏. لعب مع برادفورد سيتي ونادي بوري ووست بروميتش ألبيون ودارلاستون تاون.

## وصلات خارجية
- جيف كارتر على موقع قاعدة بيانات كرة القدم.إي يو (الإنجليزية)